# Kugelinterferometer
Das Kugelinterferometer ist ein zweiarmiges Fizeau-Interferometer mit sphärischen Referenzflächen, das in der Physikalisch-Technischen Bundesanstalt (PTB) speziell für die Ermittlung der absoluten Durchmessertopografien der Siliciumkugeln des internationalen Avogadro-Projekts entwickelt wurde.

## Hintergrund der Entwicklung

### Kurzhistorie des Internationalen Einheitensystems
Seit sich im Jahr 1889 die erste Generalkonferenz für Maß und Gewicht (CGPM) auf ein Einheitensystem mit den drei Basiseinheiten Kilogramm für die Masse, Meter für die Länge und Sekunde für die Zeit, das MKS-System, einigte, gab es mehrere Veränderungen im Bereich der Definition und Vervollständigung eines internationalen Einheitensystems. Neben der Aufnahme der vier Größen Ampere für elektrischen Strom, Kelvin für die Temperatur, Candela für die Lichtstärke und Mol für die Stoffmenge wurde das erweiterte MKS-System 1960 als Internationales Einheitensystem (SI) benannt. Weiterhin unterliegen die Definitionen der Basisgrößen häufigen Änderungen, um die mit der Realisierung der jeweiligen Definition verbundenen Unsicherheiten an zeitgemäße Messmittel anpassen zu können und sich von Einheitenstandards in Form eines Prototyps (vgl. Urmeter, Urkilogramm) lösen zu können. Trotz aller Anstrengungen ist dies bis zum heutigen Tag nicht für alle Basisgrößen gelungen, da zur Definition der Größe Masse weiterhin der Kilogrammprototyp aus dem Jahr 1889 verwendet werden muss. Dies ist für die Wächter über die Einheiten insbesondere unangenehm, da Vergleiche der Masse des Urkilogramms mit verschiedenen nationalen Kopien eine zeitlich zunehmende Differenz zeigten.
Um bei der Definition der Masse von einem Prototyp unabhängig zu werden und die Definition auf einer Naturkonstanten basieren zu lassen, werden zurzeit zwei Ansätze verfolgt. Zum einen ist dies die 1975 von P. B. Kibble vorgeschlagene Watt-Waage, zum anderen soll eine Neudefinition auf Basis der Avogadro-Konstante {\displaystyle N_{\mathrm {A} }} durchgeführt werden. Letzterer Ansatz wird im Rahmen des internationalen Avogadro-Projekts unter Teilnahme der PTB verfolgt.

### Avogadro-Projekt
Das Avogadro-Projekt verfolgt das Ziel einer Neubestimmung der Avogadro-Konstante {\displaystyle N_{\mathrm {A} }} über die präzise Messung von Masse {\displaystyle m} und Volumen {\displaystyle V} eines Körpers, der aus einem Material ebenfalls zu bestimmender Teilchendichte {\displaystyle n} und molarer Masse {\displaystyle M} besteht:
{\displaystyle N_{\mathrm {A} }={\frac {MVn}{m}}}.
Die hochgenaue Volumenbestimmung erfordert die Herstellung einer Kugel mit geringsten Formabweichungen aus Silicium, deren Durchmesser dann im Kugelinterferometer mit Nanometergenauigkeit gemessen wird. Die Kugelform wurde an Stelle eines Quaders oder Würfels gewählt, da bei Letzterem durch die Handhabung Ecken herausbrechen können und der undefinierte Materialverlust eine exakte Volumenbestimmung verhindert.
Eine ausreichend genaue Bestimmung der Teilchendichte ist mittels Röntgenlaserinterferometrie möglich und setzt ein monokristallines Material voraus. Wegen der Anforderungen an die Genauigkeit der Materialkennwerte kommt hierfür derzeit praktisch nur chemisch höchstreines, isotopenreines Silicium-28 in Frage. Bei natürlichem Silicium, das ein Gemisch aus drei Isotopen ist, begrenzt die relativ schlechte Bestimmbarkeit der mittleren molaren Masse die Gesamtgenauigkeit.
Ein Kilogramm könnte schließlich nach Festlegung der Avogadro-Konstante auf einen exakten Wert durch eine bestimmte Anzahl von Atomen einer bestimmten Atomsorte (z. B. 12C) definiert werden.

## Aufbau und Messprinzip

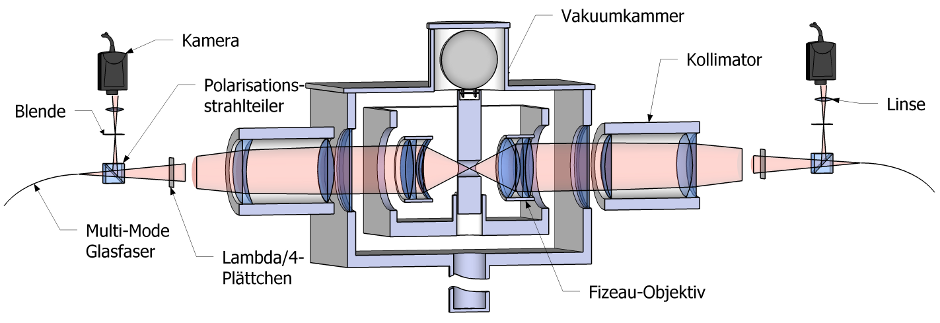
Kugelinterferometer

Im Zentrum des Kugelinterferometers befindet sich eine Dreipunktauflage zur Halterung der zu messenden Silicium-Kugel. Neben Letzterer sind zwei sich gegenüber liegende Fizeau-Objektive mit sphärischen Referenzflächen angeordnet, die konzentrisch zur Kugel liegen, so dass der Mittelpunkt der Kugel das Zentrum des Aufbaus bildet.
Für die Durchmesserbestimmung sind drei Messungen nötig:
1. Zwei zur Ermittlung der Abstände zwischen den einzelnen Referenzflächen und dem entsprechenden Oberflächensegment der Kugel {\displaystyle d_{1}} und {\displaystyle d_{2}} für jeden Arm des Interferometers und
2. eine Messung des Referenzflächenabstands {\displaystyle D} im leeren Etalon.

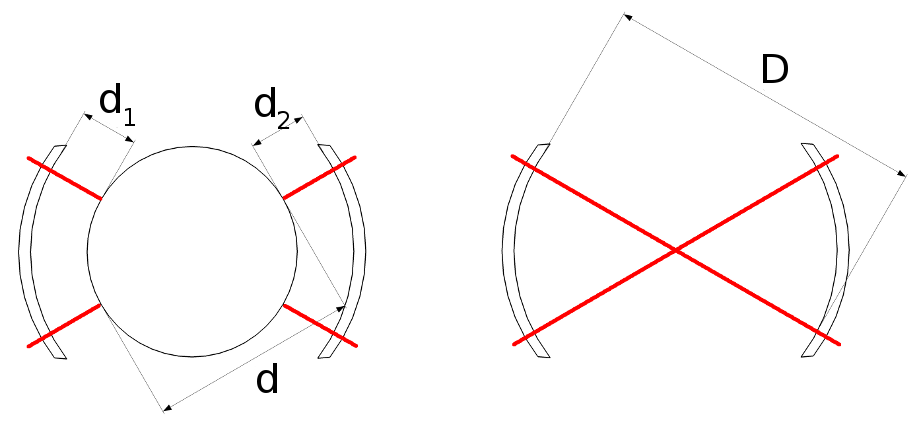
Messprinzip

Folglich ergibt sich der Durchmesser der Kugel gemäß
{\displaystyle d=D-d_{1}-d_{2}{\frac {}{}}.}
Während der Messung der kleineren Abstände {\displaystyle d_{1}} und {\displaystyle d_{2}} ruht die Kugel auf der Dreipunktauflage im Inneren des Interferometergehäuses. Unterhalb der Dreipunktauflage befindet sich ein Dreh- und Hubmechanismus zur Orientierung auf den zu messenden Kugelausschnitt und zur Bewegung der Kugel in eine Position oberhalb des Strahlengangs, so dass die Größe des leeren Etalons ermittelt werden kann.
Dieser innere Teil des Interferometers ist von einer Vakuumkammer umgeben, um störende Einflüsse durch den Brechungsindex von Luft zu reduzieren. Außerhalb der Kammer befinden sich zwei Kollimatoren mit einer Brennweite von 1,6 m, die das aus Multimode-Fasern austretende Licht zur Beleuchtung der Objektive in eine ebene Wellenfront formen.
Aufgrund der großen Masse und einer schwachen thermischen Kopplung zwischen Interferometerrahmen und Vakuumkammer werden mit diesem Aufbau sehr geringe Temperaturgradienten und hohe Temperaturstabilitäten erreicht. Die Messungen werden nominell bei 20 °C durchgeführt. Verbleibende Schwankungen von einigen Millikelvin können nachträglich in der Datenauswertung korrigiert werden. Zur genauen Bestimmung der Temperatur wird ein Pt25-Widerstandsthermometer in einem Kupferblock verwendet, das im zentralen Bereich des Interferometers angebracht ist. Relativ zu dieser Temperatur werden Differenztemperaturen mit Hilfe von Thermoelementpaaren ermittelt. Diese präzise Protokollierung der Temperatur ist Voraussetzung für die Korrektur der thermischen Ausdehnung des Messobjekts.

## Exemplarisches Messergebnis

Messresultat einer Siliciumkugel
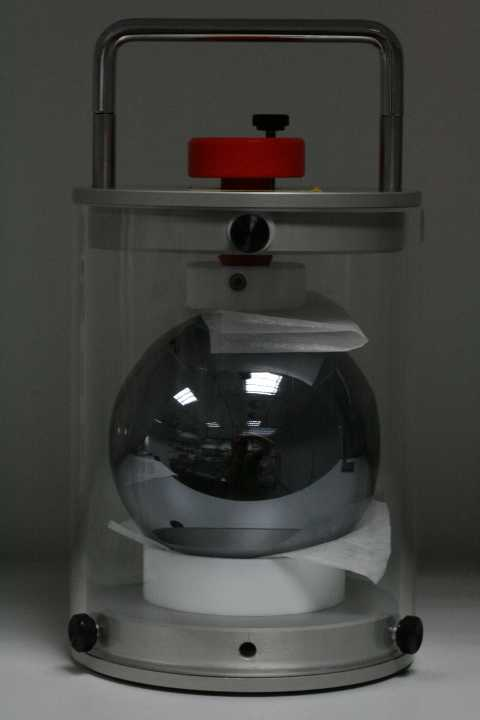
Foto einer Siliciumkugel

Die Animation zeigt als Beispiel die Durchmessertopografie einer gemessenen Siliciumkugel. Dargestellt sind die Formabweichungen um den Durchmessermittelwert, wobei die Farbskala rund 105 nm umfasst. Der mittlere Durchmesser selbst beträgt rund 93 mm, also sechs Größenordnungen mehr!
Daneben ist zum Vergleich ein Foto einer Originalkugel im Transportbehälter gezeigt.